# Nostima danielssoni
Nostima danielssoni är en tvåvingeart som först beskrevs av Canzoneri och Giuseppe Giovanni Antonio Meneghini 1985.  Nostima danielssoni ingår i släktet Nostima och familjen vattenflugor. Inga underarter finns listade i Catalogue of Life.